# Signs (canção de Claudia Leitte)
"Signs" é uma canção gravada pela cantora brasileira Claudia Leitte, lançada no dia 4 de setembro de 2015 e incluída na trilha sonora da telenovela I Love Paraisópolis, da Rede Globo. Foi composta por Andrew Frampton, Steve Kipner, Mark Sheehan e Danny O'Donoghue, sendo produzida por Frampton e Kipner. Ganhou uma versão brasileira composta por Leitte, com o nome de "Sinais", lançada junto com seu videoclipe no dia 31 de julho de 2015. É a primeira canção de Claudia a ser lançada pela Roc Nation. Leitte optou por trabalhar a canção somente em plataformas digitais, não a enviando para as rádios.

## Composição e gravação
Foi composta por Andrew Frampton, Steve Kipner e pelos integrantes da banda The Script Mark Sheehan e Danny O'Donoghue. Claudia Leitte ouviu a canção pela primeira vez no momento em que assinou o seu contrato com a Roc Nation: "Jay Brown colocou a música para tocar no momento em que eu estava lá. Senti uma onda de renovação!". De acordo com Claudia, a versão brasileira de "Signs" adaptada por ela foi feita em 5 minutos: "A letra da música eu fiz em 5 minutos num quarto escuro. Ela fala exatamente do que eu sentia quando eu escrevi. Estava chorando muito e em oreção, pedindo a Deus sinais, perguntando porque eu que eu não tava me sentindo em paz naquele momento. Queria dividir isso com meus fãs para que eles percebessem que  todo mundo tem problema, independente de está na capa da revista, todo mundo tem anseios, receios tristezas e é bom compartilhar isso".
A canção foi gravada em Dezembro de 2014 em Topanga, Los Angeles. Teve direção musical de Luciano Pinto. Andrew Frampton e Steve Kipner trabalharam na produção e no arranjo, além de fazer a programação e tocar todos os intrumentos na canção. Claudia recebeu ajuda do treinador vocal Kuk Harrell durante a gravação.

## Desenvolvimento e lançamento
Em 17 de dezembro de 2014 Claudia lançou a versão física do EP Sette, que trazia um código para acesso a um conteúdo exclusivo em seu website. O conteúdo era a revelação que ela havia gravado sua primeira canção em inglês, "Signs", junto com a letra da música e fotos da gravação do videoclipe da mesma. Em 25 de dezembro, Claudia Leitte apresentou a canção pela primeira vez na final da terceira temporada do The Voice Brasil.
O lançamento da faixa, porém, ocorreu apenas nove meses depois, em 4 de setembro de 2015, sendo incluída na trilha sonora da telenovela I Love Paraisópolis. A versão em português, "Sinais", foi lançada em 31 de julho de 2015 junto com um videoclipe no canal da cantora no Vevo. Para comemorar o lançamento, foi publicado um hotsite para a canção, contendo teasers do videoclipe, letra e cifra, fotos da gravação do videoclipe e wallpapers.

## Performances ao vivo
A primeira performance aconteceu no The Voice Brasil em 25 de dezembro de 2014. Em 19 de junho de 2015, Claudia apresentou a canção no Encontro com Fátima Bernardes. A mais recente apresentação ocorreu em 18 de junho no Caldeirão do Huck. A canção esteve presente no repertório da turnê Sette2 Tour (2014-2016) da cantora. Todas as performances da canção foram feitas nos dois idiomas, começando com "Sinais" e terminando com "Signs".

## Formatos e faixas
Download digital
1. "Signs" — 4:19

Download digital (versão em português)
1. "Sinais" - 4:19

## Videoclipe
O videoclipe foi gravado em 16 de novembro de 2014 numa praia em frente a casa de Claudia Leitte e em um teatro no centro de Salvador, Bahia. Dirigido por Inês Vergara, com quem Claudia trabalhou no videoclipe de Cartório e no DVD Ao Vivo em Copacabana. Produzido por Adriana Tietz e Alceu Neto. Washington Rocha foi responsável pelo cabelo de Claudia e Renato Thomaz ajudou na escolha do figurino usado no videoclipe, assinado por Lethicia Bronstein. Foi o videoclipe mais pedido da semana do 10 de agosto à 15 de agosto de 2015 no TVZ.

## Créditos

### Canção
- Claudia Leitte — vocal, compositor
- Luciano Pinto — diretor musical
- Andrew Frampton — compositor, produtor, arranjo, instrumentos, programação
- Steve Kipner — compositor, produtor, arranjo, instrumentos, programação
- Mark Sheehan — compositor
- Danny O'Donoghue — compositor
- Kuk Harrell — treinador vocal

### Videoclipe
- Inês Vergara — direção de vídeo, direção de fotografia
- Claudia Leitte — direção artística
- Alceu Neto — direção de arte, produção
- Adriana  Tietz — produção
- Washington Rocha — cabelo
- Renato Thomaz — figurino
- Lethicia Bronstein — figurino

## Prêmios e indicações
| Ano  | Premiação        | Categoria             | Resultado | Ref.   |
| ---- | ---------------- | --------------------- | --------- | ------ |
| 2015 | The Year In Vevo | Please Come To Brazil | Venceu    | [ 19 ] |

## Histórico de lançamento
| Região         | Data                  | Formato(s)       | Gravadora            |
| -------------- | --------------------- | ---------------- | -------------------- |
| Brasil         | 31 de julho de 2015   | videoclipe       | Roc Nation Universal |
| Estados Unidos | 20 de agosto de 2015  | download digital | Roc Nation Universal |
| Estados Unidos | 4 de setembro de 2015 | download digital | Roc Nation Universal |
| Brasil         |                       | download digital | Roc Nation Universal |